# 象河水库
象河水库是中国湖北省荆门市东宝区境内的一座水库，位于浰河支流象河上，建于1968年。水库正常库容为1104万立方米，集雨面积为39.8平方千米，海拔为155.5米。